# Proposition non-législative (Espagne)
Une proposition non-législative (en espagnol : Proposición no de ley) est une résolution du Congrès des députés espagnol. Elle n'a pas de valeur législative et constitue l'expression d'une volonté ou d'une opinion des députés.

## Référence
- (es) Cet article est partiellement ou en totalité issu de l’article de Wikipédia en espagnol intitulé « Proposición no de ley (España) » (voir la liste des auteurs).